# Белых, Даниил Георгиевич
Даниил Георгиевич Белых (род. 4 декабря 1979, Иркутск) — российский актёр театра и кино. Стал известен благодаря роли Максима Ковалёва в телесериале «Сваты».

## Биография
Даниил Белых родился 4 декабря 1979 года в Иркутске.
Сын актрисы Наталии Колякановой и врача Георгия Кимовича Белых, умершего в 2007 году. Некоторое время жил у бабушки в Оренбурге. Затем переехал в Москву. Сменил пять школ. С восьмого класса зарабатывал: мыл машины, продавал газеты. Окончил театральную школу № 123. Во время учёбы в школе сыграл роль в фильме «Хрусталёв, машину!».
После 10 класса — вольнослушатель ВГИК, мастерская Марлена Хуциева.
В 1995 году поступил, а в 2000 году окончил Театральное училище имени Щукина, курс В. В. Иванова. Со второго курса начал сниматься в кино. Снимался и озвучивал рекламные ролики («Виспа», «Холлс», пиво «Клинское», сок «Я» и т. д.).
Служил в Центральном академическом театре Российской армии. Вольнослушатель высших режиссёрских курсов у Алексея Германа. Был принят в труппу Театра Армена Джигарханяна.
Актёр активно снимается в кино и телесериалах. Известность пришла после роли Василия в сериале «День рождения Буржуя» и весельчака Вадима в сериале «FM и ребята».
В 2011 году в качестве режиссёра и продюсера вместе с Григорием Калининым снял фильм «Человек, у которого было» об актёре Алексее Горбунове. Фильм был показан на Московском международном кинофестивале Артдокфест, в Благовещенске на фестивале «Амурская осень».

## Личная жизнь
Первая жена (с 2004 по 2010 год) — Анна Слюсарёва, актриса.  
Вторая жена (с 2013 по настоящее время) — Анна Теленова, кастинг-директор. 

## Творчество

### Спектакли
- «Сказка о Попе и его работнике Балде», реж. Сергей Газаров
- «Ревизор», реж. Сергей Газаров

### Режиссёр
- 2011 — «Человек, у которого было» (документальный фильм)
- 2012 — «На Красной площади»[5] (короткометражный фильм)

### Фильмография
- 1992 — Новый Одеон — эпизод
- 1995 — Красная вишня — Карл
- 1998 — Хрусталёв, машину! — эпизод
- 1999 — Будем знакомы! — Марк
- 2000 — Свадьба — эпизод
- 2000 — Метаморфозы любви — Алексей
- 2000 — ДМБ — фельдшер
- 2000 — Ландыш серебристый — Людвиг
- 2001 — Мажоры наносят ответный удар — Марк
- 2001 — FM и ребята — Вадим
- 2001 — День рождения Буржуя 2 — Василий
- 2001 — Обыкновенные дни — Дима Стаканов
- 2001 — Медики — Андрей Пушкин
- 2001 — ДМБ — 003 — военный медик
- 2001 — Идеальная пара — Сергей Михеев
- 2001 — Медики 2 — Андрей Пушкин
- 2003 — Адвокат — Валера Серёгин
- 2004 — Даша Васильева 3. Любительница частного сыска — Аркадий
- 2004 — Кавалеры Морской Звезды — Максим
- 2004 — Ландыш серебристый 2 — Людвиг
- 2004 — Подарок судьбы — Фёдор
- 2005 — Даша Васильева 4. Любительница частного сыска — Аркадий
- 2005 — За всё тебя благодарю — Алик
- 2006 — Девять жизней Нестора Махно — Федос Щусь
- 2006 — Дом-фантом в приданое — Олег
- 2006 — За всё тебя благодарю — Алик
- 2007 — Клуб 69 — Костя
- 2008 — Почтальон — практикант Артём
- 2008 — Новогодняя засада — молодой капитан-оперативник Нагайкин
- 2008 — Наследство — Костя Прохоров
- 2008 — За всё тебя благодарю — Алик
- 2008 — Сваты 2 — Максим Юрьевич Ковалёв
- 2009 — Крем — Михаил Соловьёв
- 2009 — Сваты 3 — Максим Юрьевич Ковалёв
- 2009 — Царь — глашатай
- 2010 — Основная версия — Эдуард Азарин
- 2010 — Сваты 4 — Максим Юрьевич Ковалёв
- 2011 — «Алиби» на двоих — Николай Дикович Рубашкин, актёр
- 2011 — Зимнее танго — Эдик
- 2011 — Кодекс чести 5 — Юсупов
- 2011 — Любовь-морковь 3 — переводчик
- 2011 — Синдром дракона — администратор клуба
- 2011 — Сваты 5 — Максим Юрьевич Ковалёв
- 2011 — Ласточкино гнездо — Анатолий
- 2012 — Сваты 6 — Максим Юрьевич Ковалёв
- 2013 — Хайтарма — лейтенант Особого отдела
- 2013 — Мама будет против — Алексей
- 2013 — Вангелия — Виталий
- 2013 — Пропавшие без вести — Александр Лавров
- 2013 — Серьёзные отношения — Коля
- 2013 — Цветы зла — Олег Юрьевич Большов
- 2014 — Майские ленты — Максим
- 2015 — По щучьему велению — Сергей
- 2015 — Хорошая работа
- 2015 — Дабл Трабл — Роман
- 2016 — Напарницы — Георгий Греков
- 2016 — Ключи
- 2016 — Любовь и Сакс
- 2017 — Безопасность — майор Звонарёв, начальник ОБЭП
- 2018 — Неисправимые — Максим Лужин
- 2018 — Я – не я — учитель химии
- 2019 — Крысолов
- 2019 — Чужой грех
- 2019 — Криминальный журналист — Степан
- 2019 — Роль, режиссёр Евгения Юстус
- 2019 — Судья — Виталий Петрович, судмедэксперт
- 2021 — Сваты 7 — Максим Юрьевич Ковалёв
- 2021 — Выжившие — Алексей
- 2022 — Оффлайн — «Морган»

### Награды
- 2015 — приз кинофестиваля Улыбнись, Россия! за главную роль в комедийном фильме «Дабл-трабл»